# 岩谷真哉
岩谷 真哉（いわや しんや、1961年〈昭和36年〉10月5日 - 1984年〈昭和59年〉5月8日）は、日本の俳優。岐阜県各務原市出身。

## 来歴・人物

### 演劇青年
高校時代、演劇部に入部。2年生の頃、コンクールで中部大会に進出した際に会場で見たつかこうへいの『熱海殺人事件』のコピー作品の芝居に衝撃を受ける。その衝撃から受けた思いを胸に抱いて翌年に作った舞台が好評だったことから、演劇専攻のある早稲田大学に進学。 
在学中の1981年、共に早稲田大学演劇研究会に所属していた鴻上尚史、大高洋夫、名越寿昭らと劇団第三舞台を旗揚げした。旗揚げ公演は『朝日のような夕日をつれて』である。
『朝日のような夕日をつれて’83』では、岩谷のブロマイドが完売となるほどの人気ぶりで、学生演劇とは思えないほど熱狂的なファンがいた、と鴻上も述懐している。
演技については、リズム感の良さ・テンポのある演技・身体が細身であることからしなやかと評されていた。
自身はインタビューの中で「軽い、とも言われる。少しは落ち着いた方がいいのかな。僕なんか けっこうしゃべる方だし、根が明るいから。今、自分では役を演っていても地が出てるんじゃないかと思うけど、素顔と舞台に上がった時とが全然違うっていうのは好きですね。やっぱり役者は舞台で出さなきゃと思うし、素顔の方が面白いようなら何も役者やることないものね」と話していた。
旗揚げ以降、『宇宙で眠るための方法について』（1984年）まで第三舞台の全作品に出演、劇団の看板俳優の一人として重要な役どころを演じた。

### 事故死
1984年5月8日、大学からオートバイを運転し帰宅する途中に、杉並区高円寺の早稲田通りで交通事故に遭い、病院に救急搬送されたが死去。22歳没。岩谷の逝去に伴い、劇団は最後の大隈講堂裏特設テント公演として準備していた『プラスチックの白夜に踊れば』を中止した。岩谷の死を当時交際中だった劇団員の彼女に伝えたのは鴻上尚史だった。
第三舞台の主宰である鴻上は後に「俳優になるために生まれてきたような花のある若者だった」、「岩谷がもし生きていたら、野田秀樹と肩を並べるほどの名俳優になっていただろう」と語り、「彼の評判は観客の口コミを通して他劇団の演出家にまで伝わっていた。それほどの役者だった」とも述べた。ビデオの中で長野里美も、岩谷の妥協しない芝居への姿勢を語っていた。
第三舞台は岩谷の死により看板俳優を失ったといわれたが、岩谷の死をバネにして、その後の活躍があったともいえる。岩谷の死後、岩谷の母親が亡くなる1996年まで、大阪公演がある時には劇団員の皆で岐阜県にある岩谷の実家に訪れるのが通例となっていた。

## 出演

### 舞台
1981年
- 新機劇『黒く塗りつぶせ』（10月3日 - 12日、大隈講堂裏テント）
- 第三舞台『朝日のような夕日をつれて』（5月15日 - 17日、大隈講堂裏特設テント） - 研究員＝ゴドー1 役
- 第三舞台『宇宙で眠るための方法について』（10月2日 - 11日、大隈講堂裏テント） - ビスケット・ビスマルク 役

1982年
- 第三舞台『プラスチックの白夜に踊れば』（5月3日 - 9日、大隈講堂前特設テント） - ナンシー久美 役
- 第三舞台『電気羊はカーニバルの口笛を吹く』（10月11日 - 17日、大隈講堂裏テント） - イエス・キリスト 役
- LUCKY LOCK BELL企画『女中たち』（12月17日 - 19日、劇研アトリエ）

1983年
- 第三舞台『朝日のような夕日をつれて’83』（2月18日 - 23日、シアターグリーン）
- 第三舞台『リレイヤー』（6月24日 - 7月3日、大隈講堂裏テント） - リック・ウェイクマン 役
- 第三舞台『デジャ・ヴュ』（10月30日 - 11月13日、大隈講堂裏テント） - 伊集院呉作 役
- LUCKY LOCK BELL企画『授業』（11月10日・11日、劇研アトリエ）

1984年
- 第三舞台『宇宙で眠るための方法について』（2月21日 - 26日、ザ・スズナリ / 2月29日 - 3月4日、東芸劇場） - クリアダンサー 役